# Laukuva
Laukuva is een plaats in het Litouwse district Tauragė. De plaats telt 998 inwoners (2001).